# Peròxid d'acetona
El peròxid d'acetona és un peròxid orgànic i un explosiu primari. Es produeix per l'oxidació de l'acetona per produir una barreja de monòmer lineal i dímers cíclics, trímers i formes tetràmiques. El trímer es coneix com a triperòxid de triacetona (TATP) o peròxid d'acetona tricíclic (TCAP). El peròxid d'acetona pren la forma d'una pols blanca cristal·lina amb una olor similar al lleixiu i pot explotar si se sotmet a calor, fricció o xoc. Com a explosiu no nitrogenat, el TATP ha estat històricament el difícil de detectar, i s'ha usat com explosiu en atacs islamistes a Europa, i, denominat per Estat Islàmic com la Mare de Satan, fou localitzat entre les restes de les explosions d'Alcanar d'agost de 2017.

## Descoberta i perfeccionament de la síntesi
El peròxid d'acetona (concretament el triperòxid de triacetona) fou descobert el 1895 per Richard Wolffenstein.
Wolffenstein combinà acetona i peròxid d'hidrogen, i llavors deixà la mescala durant una setmana a la temperatura de la cambra, temps durant el qual sorgiren una petita quantitat de petits cristalls amb un punt de fusió de 97 °C.
El 1899 Adolf von Baeyer i Victor Villiger descrigueren la primera síntesi del dímer i en descrigueren l'ús d'àcids en la síntesi d'ambdós peròxids.
Baeyer i Villiger obtingueren el dímer combinant persulfat de potassi amb dietilèter i acetona, en condicions fredes. Després de separar la capa d'èter el producte fou purificat i se'n determinà el punt de fusió en 132-133 °C. Aquests trobaren que se'n podia separar el trímer afegint àcid clorhídric amb una mescla refredada d'acetona i peròxid d'hidrogen. Emprant el descens crioscòpic per a determinar els pesos moleculars dels compostos, també determinaren que la forma del peròxid d'acetona amb el persulfat de potassi era un dímer, mentre que el peròxid d'acetona que s'obtenia amb l'àcid clorhídric era un trímer, com el compost de Wolffenstein.
Treballant a partir d'aquesta metodologia i dels diversos productes obtinguts Milas and Golubović seguiren investigant-los a mitjans del segle xx.